# Bryan Stevenson

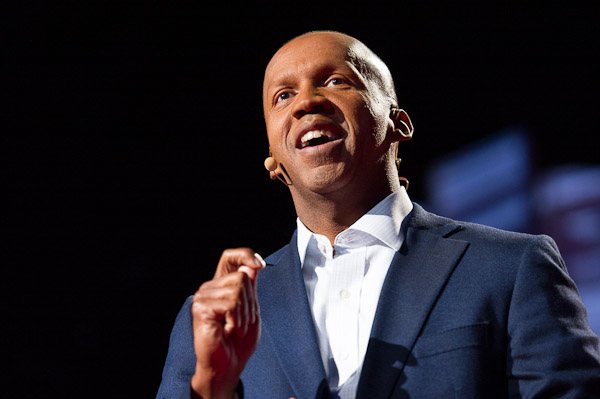
Bryan Stevenson (2012)

Bryan Stevenson (* 14. November 1959 in Milton, Delaware) ist ein US-amerikanischer Jurist und Bürgerrechtler.

## Leben
Stevenson wuchs in Delaware auf, seine Mutter ist Kirchenmusikerin. Er ist seit 1998 Professor an der New York University School of Law (NYU Law). 1989 gründete er die Equal Justice Initiative (EJI), eine Organisation, die benachteiligten Menschen einen Rechtsbeistand gewährt. 
Im Jahr 2011 wurde er in Hyde Park, New York mit dem Four Freedoms Award in der Kategorie Freiheit von Furcht geehrt.
Im Jahr 2019 erschien der Film Just Mercy über Stevensons Leben und im Speziellen den Fall Walter MacMillian. Verkörpert wurde der Anwalt von Michael B. Jordan. In Deutschland kam der Film am 27. Februar 2020 in die Kinos.
Bryan Stevenson erhielt 2020 den in Deutschland sogenannten „Alternativen Nobelpeis“ für seinen Kampf gegen Rassismus in der amerikanischen Justiz. Stevenson sagte zu der Auszeichnung, sie verbinde die Menschen überall auf der Welt, die gegen Ungleichheit, Unterdrückung und Machtmissbrauch kämpften.

## Auszeichnungen
- 2000: Olof-Palme-Preis
- 2009: Gruber Justice Prize
- 2011: Four Freedoms Award in der Kategorie Freiheit von Furcht
- 2014: Andrew Carnegie Medal for Excellence in Fiction and Nonfiction für Ohne Gnade
- 2014: Mitglied der American Academy of Arts and Sciences
- 2015: Dayton Literary Peace Prize for Nonfiction für Just Mercy: A Story of Justice and Redemption[4]
- 2018: Benjamin Franklin Medal der American Philosophical Society
- 2020: Right Livelihood Award
- 2021: National Humanities Medal
- 2024: Mitglied der American Philosophical Society
- 2025: Stockholm Prize in Criminology

## Schriften
- Just Mercy. A Story of Justice and Redemption. New York 2014, ISBN 978-0-8129-9452-0.
  - Ohne Gnade. Polizeigewalt und Justizwillkür in den USA. Piper, München 2015, ISBN 978-3-492-05722-6.